# ملهم (اسم)
ملهم هو اسم علم مذكر من أصل عربي، ومعناه هو من الإلهام الذي ألهمه الله لفعل الخير، الموحى له، الكثير الخير الكثير العطاء.

## شخصيات تحمل الاسم
- ملهم أبو الخير (1988 – )

## وصلات خارجية
- موسوعة السلطان قابوس لأسماء العرب